# ГЕС Торос
ГЕС Торос — гідроелектростанція на півдні Туреччини. Знаходячись між ГЕС Çakıt (20 МВт), становить верхній ступінь каскаду на річці Çakıt, котра впадає праворуч до водосховища ГЕС Сейхан (річка Сейхан, яка протікає через Адану та впадає до Середземного моря).
У межах проєкту річку перекрили бетонною водозабірною греблею, яка спершу спрямовує ресурс у два басейни для видалення осаду. Звідти починається прокладений через лівобережний гірський масив дериваційний тунель довжиною 10,6 км із перетином 4,6 × 4,6 метра. По його завершенні знаходиться невеличкий відкритий балансувальний басейн, звідки через напірний водовід ресурс подається до розташованого за 1,1 км наземного машинного залу.
При потужності основного обладнання у 50 МВт станція повинна забезпечувати виробництво 219 млн кВт·год електроенергії на рік.